# سوتایرا
سوتایرا (به لاتین: Sotira, Limassol) یک روستا در قبرس است که در ناحیه لیماسول واقع شده‌است.

## خصوصیات
سوتایرا ۸۳ نفر جمعیت دارد.